# Kerry Argent
Kerry Argent (* 1960 in Angaston, South Australia) ist eine australische Autorin und Illustratorin von Kinderbüchern.

## Leben
1978/79 studierte sie zunächst „Commercial Art“ bevor sie ins Design-Studium wechselte. Als Abschlussarbeit für ihren Bachelor-Studiengang in Design entwarf Argent 1982 ein Zählbuch für Kinder. One Woolly Wombat wurde im Omnibus-Verlag veröffentlicht und war der Anfang einer Karriere als Illustratorin von Kinderbüchern. Ihre häufig humorvollen Abbildungen stellen oft Tiere dar und sind meist in sanften Farben gehalten. Für die Maltechnik verwendet Argent Buntstifte und Wasserfarben, seltener auch Tinte.
Viele der von ihr illustrierten Bücher gelten als Klassiker unter den australischen Kinderbüchern. Das Buch Sebastian Lives in a Hat wurde 1985 mit dem Whitley Award ausgezeichnet. Too Loud Lily wurde 2003 vom Children’s Book Council of Australia zum Buch des Jahres gewählt und war in der Sparte Kinderbücher für den Literaturpreis von Queensland nominiert. Eines ihrer bekanntesten Werke ist die Illustration von Mem Fox Weihnachtsgeschichte Wombat Divine. Auch mit der Autorin Margaret Wild arbeitet Argent häufig zusammen.

## Werke
- One Woolly Wombat. Text: Rod Trinca
- Ruby Roars. Text: Margaret Wild
- Nighty Night. Text: Margaret Wild
- Thank you, Santa. Text: Margaret Wild
- A Bush Birthday. Text: Eleanor Nilsson
- Sebastian Lives in a Hat. Text: Thelma Catterwell
- Derek the Dinosaur. Text: Mary Blackwood
- Wombat Divine. Text: Mem Fox
- Sleepy bears. Text: Mem Fox
- Too Loud Lily. Text: Sofie Laguna
- Gotcha! Gail Jorgensen